# Executive Suite
Executive Suite és una pel·lícula estatunidenca de Robert Wise, estrenada l'any 1954.

## Argument
Avery Bullard, president de la fàbrica de mobles Tredway, s'acaba de morir d'una crisi cardíaca. No havent nomenat successor, el consell d'administració ha de votar pel seu reemplaçament. Té lloc de seguida una lluita sense treva per la conquesta de la plaça entre els sotsdirectors. Loren Phineas Shaw, el favorit, està més preocupat per la rendibilitat de l'empresa que per la seva qualitat. Vol el poder, no dubta a fer servir el xantatge. Julia Tredway, vídua del fundador i accionista principal, massa afectada per la mort de Bullard, del qual estava enamorada, dona el seu suport a Shaw. Frederick Alderson, el vicepresident, és un home íntegre però se sent sobrepassat per la situació i no ambiciona la plaça. Té posades les seves esperances en McDonald Walling, jove enginyer idealista, que vacil·la encara a presentar-s'hi. El vot sembla inclinar-se en favor de Shaw, que ha aconseguit posar del seu costat Josia Walter Dudley, un oportunista més preocupat per la seva amant Eva Bardeman que per la societat, i George Nyle Caswell, que ha acceptat diners a canvi del seu vot. Maniobres i maquinacions fan bascular el vot en favor de Shaw. Walling, en una maniobra desesperada, prova de convèncer Julia Tredway que voti per ell, parlant-li dels seus desitjos de fer tornar l'empresa a la qualitat i la modernitat. En el moment del vot, l'entusiasme de Walling i la seva visió han convençut Julia Tredway; la seva veu arrossegarà finalment la de tots els membres del consell.

## Repartiment
- William Holden: McDonald Walling
- Barbara Stanwyck: Julia O. Tredway
- Fredric March: Loren Phineas Shaw
- June Allyson: Mary Blemond Walling
- Walter Pidgeon: Frederick Hi. Alderson
- Shelley Winters: Eva Bardeman
- Paul Douglas: Josia Walter Dudley
- Louis Calhern: George Nyle Caswell
- Dean Jagger: Jesse Q. Grimm
- Nina Foch: Erica Martin
- Tim Considine: Mike Walling
- Virginia Brissac: Edith Alderson
- Edgar Stehli: Julius Steigel
- Harry Shannon: Ed Benedeck

Actors que no surten als crèdits:
- Willis Bouchey: un detectiu
- Maidie Norman: la governanta

## Premis
- Executive Suite va ser presentada al Festival de Venècia el 1954 i va obtenir, per a tots els actors de la pel·lícula, el premi especial del jurat a la millor interpretació de conjunt.

- La pel·lícula ha estat nominada igualment quatre vegades als Oscars: Oscar a la millor actriu secundària (Nina Foch), fotografia (George J. Folsey), direcció artística, i vestuari.